# Tommy Lindholm
Tommy Lindholm (né le 3 février 1947 à Pargas en Finlande) est un joueur de football international et entraîneur finlandais d'ethnie suédoise, qui évoluait en tant qu'attaquant.
Il est connu pour avoir fini meilleur buteur du championnat de Finlande lors de la saison 1967 avec 22 buts, ainsi que de la saison 1968 avec 23 buts.

## Palmarès
- Championnat de Finlande : 1968, 1975 (TPS Turku)
- Meilleur buteur du championnat de Finlande : 1967, 1968 (TPS Turku)